# 在日スペイン人
在日スペイン人（ざいにちスペインじん）は、日本に一定期間在住するスペイン国籍の人々である。

## 統計
日本の法務省の在留外国人統計によると、2023年12月末時点で在日スペイン人は3,902人である。
在留資格別（5位まで）
| 順位 | 在留資格                 | 人数 |
| ---- | ------------------------ | ---- |
| 1    | 永住者                   | 961  |
| 2    | 技術・人文知識・国際業務 | 639  |
| 3    | 日本人の配偶者           | 638  |
| 4    | 留学                     | 565  |
| 5    | 特定活動                 | 302  |

都道府県別（8位まで）
| 順位 | 都道府県 | 人数  |
| ---- | -------- | ----- |
| 1    | 東京     | 1,622 |
| 2    | 神奈川   | 355   |
| 3    | 大阪     | 305   |
| 4    | 千葉     | 153   |
| 5    | 兵庫     | 153   |
| 6    | 愛知     | 142   |
| 7    | 埼玉     | 140   |
| 8    | 福岡     | 133   |

## 著名人
スポーツ選手・監督
- ダビド・ビジャ
- ハビエル・アスカルゴルタ
- チキ・ベギリスタイン
- イサック・クエンカ
- ヨン・アンドニ・ゴイコエチェア
- ビクトル・イバニェス
- アンドレス・イニエスタ
- フアンマ・デルガド
- フアン・マヌエル・リージョ
- ミゲル・アンヘル・ロティーナ
- パブロ・マケーダ
- カルロス・マルティネス
- オスマル・イバニェス
- カルロス・レシャック
- フリオ・サリナス
- セルジ・サンペール
- フランシスコ・サンダサ
- ジョン・アンデル・セランテス
- シシーニョ・ゴンサレス・マルティネス
- フェルナンド・トーレス
- ハイロ・モリージャス
- アントニオ・カルロス・オルテガ
- ミラグロス・マルティネス・ドミンゲス - 2019年からJFL鈴鹿アンリミテッドFC/鈴鹿ポイントゲッターズ 監督を務める[3]。JFL初の女性監督[4]。